# Naringenin
Naringenin ist ein Flavonoid aus der Gruppe der Flavanone, welches vor allem in Zitruspflanzen, besonders in Grapefruit, zu finden ist. Es ist das Aglycon des Glycosids Naringin, einem Bitterstoff, der für den bitteren Geschmack von Grapefruit verantwortlich ist. Nach der Aufspaltung im Magen entsteht daraus das Naringenin.

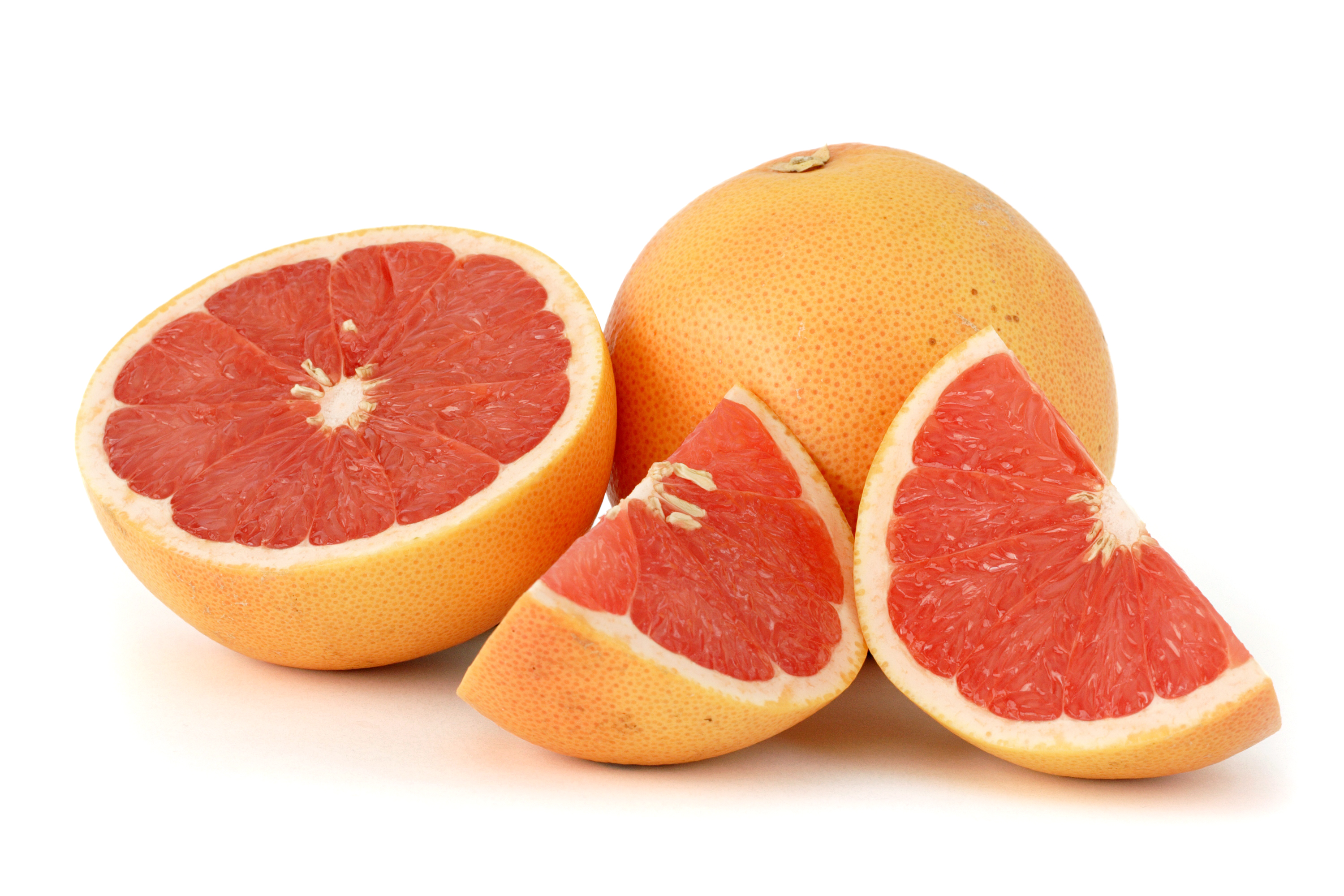
Grapefruit, hier mit rotem Fruchtfleisch

## Wirkung
Diese Substanz kann die Wirkung von Medikamenten beeinflussen, da sie eine hemmende Wirkung auf die abbauenden Enzyme hat. Dadurch wird die Wirkung der Arzneistoffe verstärkt. Bereits geringe Mengen Früchte, Saft und andere Zubereitungen aus Grapefruits können diese Reaktion auslösen. Betroffen sind u. a. Calciumantagonisten, Ciclosporin, Proteaseinhibitoren, Terfenadin, Midazolam, Östrogene und Coffein.
Naringenin inhibiert unter anderem eine Isoform des Cytochrom-P450, das CYP1A2.